# Liste der Kulturdenkmale in Krauthausen
Die Liste der Kulturdenkmale in Krauthausen umfasst die als Ensembles, Straßenzüge und Einzeldenkmale erfassten Kulturdenkmale in der thüringischen Gemeinde Krauthausen im Wartburgkreis.
Die Angaben in der Liste ersetzen nicht die rechtsverbindliche Auskunft der zuständigen Denkmalschutzbehörde.

## Legende
- Bild: zeigt ein Bild des Kulturdenkmals und gegebenenfalls einen Link zu weiteren Fotos des Kulturdenkmals im Medienarchiv Wikimedia Commons
- Bezeichnung: Name, Bezeichnung oder die Art des Kulturdenkmals
- Lage: Wenn vorhanden Straßenname und Hausnummer des Kulturdenkmals; Grundsortierung der Liste erfolgt nach dieser Adresse. Der Link Karte führt zu verschiedenen Kartendarstellungen und nennt die Koordinaten des Kulturdenkmals.
 Kartenansicht, um Koordinaten zu setzen – in dieser Kartenansicht sind Kulturdenkmale ohne Koordinaten mit einem roten bzw. orangen Marker dargestellt und können in der Karte gesetzt werden. Kulturdenkmale ohne Bild sind mit einem blauen bzw. roten Marker gekennzeichnet, Kulturdenkmale mit Bild mit einem grünen bzw. orangen Marker.
- Datierung: gibt das Jahr der Fertigstellung beziehungsweise das Datum der Erstnennung oder den Zeitraum der Errichtung an
- Beschreibung: bauliche und geschichtliche Einzelheiten des Kulturdenkmals, vorzugsweise die Denkmaleigenschaften
- ID: Die ID identifiziert das Kulturdenkmal eindeutig. In Thüringen sind aktuell keine IDs veröffentlicht. In der ID-Spalte kann sich auch folgendes Icon  befinden, dies führt zu Angaben zu diesem Kulturdenkmal bei Wikidata.

## Einzeldenkmale nach Gemarkungen

### Krauthausen
| Bild                           | Bezeichnung                          | Lage                                | Datierung | Beschreibung    | ID |
| ------------------------------ | ------------------------------------ | ----------------------------------- | --------- | --------------- | -- |
| BW                             | Wohnhaus                             | Krauthausen, Grube 22 (Karte)       |           |                 |    |
| weitere Bilder Fotos hochladen | Evangelisch-lutherische Filialkirche | Krauthausen, Mühlgasse 40 (Karte)   |           | mit Ausstattung |    |
| BW                             | Kirchhof                             | Krauthausen, Mühlgasse 40 (Karte)   |           |                 |    |
| BW                             | Obermühle                            | Krauthausen, Mühlgasse 9 (Karte)    |           |                 |    |
| BW                             | Schule                               | Krauthausen, Oberstraße 41 (Karte)  |           |                 |    |
| BW                             | Wohnhaus                             | Krauthausen, Oberstraße 43 (Karte)  |           |                 |    |
| BW                             | Trog                                 | Krauthausen, Oberstraße 50 (Karte)  |           |                 |    |
| BW                             | Wohnhaus                             | Krauthausen, Unterstraße 15 (Karte) |           |                 |    |

### Lengröden
| Bild                                    | Bezeichnung         | Lage                          | Datierung | Beschreibung | ID |
| --------------------------------------- | ------------------- | ----------------------------- | --------- | ------------ | -- |
| Direkt Bild zu diesem Denkmal hochladen | Rittergut Lengröden | Lengröden, Am Park 1, 2, 3, 4 |           |              |    |

### Pferdsdorf
| Bild                                    | Bezeichnung                                   | Lage                                                                                                  | Datierung | Beschreibung    | ID |
| --------------------------------------- | --------------------------------------------- | --- | --------- | --------------- | -- |
| Direkt Bild zu diesem Denkmal hochladen | Wohnhaus                                      | Pferdsdorf, Am Anger 1; Hintergasse o. Nr.                                                            |           |                 |    |
| BW                                      | Hofanlage                                     | Pferdsdorf, Hauptstraße 18 (Karte)                                                                    |           |                 |    |
| BW                                      | Wohnhaus                                      | Pferdsdorf, Hauptstraße 7; Mauergasse o. Nr. (Karte)                                                  |           |                 |    |
| BW                                      | Nebengebäude                                  | Pferdsdorf, Hauptstraße 7; Mauergasse o. Nr. (Karte)                                                  |           |                 |    |
| Direkt Bild zu diesem Denkmal hochladen | Gefallenendenkmal                             | Pferdsdorf, Hintergasse o. Nr.; Unterm Köpfchen o. Nr.; auf dem Friedhof, Feldflur 'Hinter den Höfen' |           |                 |    |
| weitere Bilder Fotos hochladen          | Evangelisch-lutherische Dorfkirche Pferdsdorf | Pferdsdorf, Hintergasse 15 (Karte)                                                                    |           | mit Ausstattung |    |
| BW                                      | Kirchhof                                      | Pferdsdorf, Hintergasse 15 (Karte)                                                                    |           |                 |    |
| BW                                      | Kirchhofmauer                                 | Pferdsdorf, Hintergasse 15 (Karte)                                                                    |           |                 |    |

### Spichra
| Bild                           | Bezeichnung                         | Lage                           | Datierung | Beschreibung    | ID |
| ------------------------------ | ----------------------------------- | ------------------------------ | --------- | --------------- | -- |
| weitere Bilder Fotos hochladen | Evangelische Heilige Dreifaltigkeit | Spichra, Dorfstraße 13 (Karte) |           | mit Ausstattung |    |
| BW                             | Kirchhof                            | Spichra, Dorfstraße 13 (Karte) |           |                 |    |
| BW                             | Kirchhofmauer                       | Spichra, Dorfstraße 13 (Karte) |           |                 |    |
| weitere Bilder Fotos hochladen | Wasserkraftwerk                     | Spichra, Dorfstraße 23 (Karte) |           |                 |    |

### Ütteroda
| Bild                           | Bezeichnung                                 | Lage                                    | Datierung | Beschreibung    | ID |
| ------------------------------ | ------------------------------------------- | --------------------------------------- | --------- | --------------- | -- |
| weitere Bilder Fotos hochladen | Evangelisch-lutherische Dorfkirche Ütteroda | Ütteroda, An der Meierei o. Nr. (Karte) |           | mit Ausstattung |    |
| BW                             | Kirchhof                                    | Ütteroda, An der Meierei o. Nr. (Karte) |           |                 |    |
| BW                             | Kirchhofmauer                               | Ütteroda, An der Meierei o. Nr. (Karte) |           |                 |    |
| weitere Bilder Fotos hochladen | Gefallenendenkmal                           | Ütteroda, An der Meierei o. Nr. (Karte) |           |                 |    |
| BW                             | Gutshaus                                    | Ütteroda, An der Meierei 17 (Karte)     |           |                 |    |
| BW                             | Nebengebäude                                | Ütteroda, An der Meierei 17 (Karte)     |           |                 |    |